# MDS (motorfiets)
MDS is een historisch merk van motorfietsen.
De bedrijfsnaam was S.r.L. Fratelli Scoccimarro, Milano.
Italiaans merk dat in 1955 begon met de productie van kleine eencilinder kopklepmodellen met eigen 70-, 75- en 80 cc motoren. Al voor 1960 werd de productie beëindigd.